# Reiko Chiba
Reiko Chiba (jap. 千葉麗子 Chiba Reiko; ur. 8 stycznia 1975 roku w Tennōji) – japońska aktorka, modelka oraz piosenkarka.

## Życiorys
Reiko Chiba urodziła się 8 stycznia 1975 roku w prefekturze Osaka, a dorastała w prefekturze Fukushima, w Japonii.
Swoją karierę zaczęła jako modelka w 1991 roku. W 1992 roku zaliczyła swój aktorski debiut w serialu telewizyjnym gatunku Super Sentai pt. Kyōryū Sentai Zyuranger jako różowa wojowniczka (Ptera Ranger/Mei). Po zakończeniu kręcenia tej serii, Reiko Chiba 7 kwietnia 1993 roku zaliczyła debiut jako piosenkarka J-pop w zespole Aurora Gonin Musume.
Udzielała również swojego głosu do filmów anime, np.: Fatal Fury: The Motion Picture, oraz gier wideo (Samurai Shodown). Reiko Chiba wycofała się z branży w 1995 roku. Od 1998 nosi nazwisko męża Reiko Kirihara (jap. 桐原麗子 Kirihara Reiko). Urodziła syna w 1999 roku.

## Filmografia

### TV Drama
- Kyōryū Sentai Zyuranger (1992-1993) jako Ptera Ranger/Mei
- Hitotsu yane no shita (1993) jako Shiori Kuwana
- Minami-kun no koibito (1994)
- Wild 7 (1994) jako Iko (głos)
- Ninja Sentai Kakuranger (1994) (odc. 25)

### Filmy
- Samurai Spirits (1994) jako Nakoruru
- Super Sentai World (1994) jako Ptera Ranger (głos)
- Liquid Tokyo (2001)
- Jūden Sentai Kyōryūjā tai Gōbasutāzu: Kyōryū Daikessen! Saraba Eien no Tomo yo (2014) jako Ptera Ranger (głos)